# Tucumyia pollinosa
Tucumyia pollinosa är en tvåvingeart som beskrevs av Curtis W. Sabrosky 1957. Tucumyia pollinosa ingår i släktet Tucumyia och familjen smalvingeflugor. Inga underarter finns listade i Catalogue of Life.